# 张虹 (作家)
张虹（1955年12月26日—），出生于陕西省汉中市，祖籍湖北省红安县。汉族。民进成员。1978年毕业于汉中师范学院中文系，1990年又毕业于西北大学中文系作家班。1980年开始文学创作。1994年加入中国作家协会。
历任汉中师范学院中文系助教，陕西安康市文研室副研究馆员，《安康文学》杂志主编，安康市作家协会主席，陕西省作家协会第四届理事，陕西省作家协会副主席。

## 主要作品
散文集
- 《回归青草地》
- 《白云苍狗》
- 《歌唱的鱼》

小说集
- 《黑匣子风景》
- 《魂断青羊岭》

诗集
- 《红，我的颜色》

## 影视作品
- 电视剧《爱无尽头》   2007年   剧本合作
- 电影《村支书和他的妻子》 2008年 副导演
- 电影《戴俊》2008年 编剧

## 获奖情况
- 《等待下雪》获第四届特区文学奖
- 《魂断青羊岭》2001年获陕西省首届吉元文学奖
- 《小芹的郎河》2009年获首届柳青文学奖优秀中篇小说奖

## 作品影响
- 中短篇小说多次[來源請求]被转载。
- 《祝涛的事情》入选2003年中国年度最佳小说中篇卷
- 《雷瓶儿》入选1998年中国年度最佳小说短篇卷
- 诗集《红，我的颜色》（《赤 私のカラー―張虹詩集》）于2002年在日本翻译出版。